# Prosodie latine
La prosodie latine est l'étude de la durée et de la mélodie des phonèmes et des syllabes de la langue latine, notamment en tant que ces traits constituent la base structurelle de la poésie latine. La prosodie (du grec προσῳδία / prosōidia « intonation », « prononciation des syllabes ») s'intéresse donc au rythme propre d'une langue donnée, alors que la métrique étudie comment ce rythme s'articule pour constituer, de façon codifiée, les structures de la poésie ou de certaines périodes oratoires. La prosodie naturelle du latin repose sur deux traits fondamentaux : la quantité et l'accent. Rythmiquement, les syllabes constitutives d'une phrase latine se démarquent donc les unes des autres essentiellement selon ces deux critères : certaines sont plus longues que d'autres, et certaines sont plus marquées que d'autres.

## La quantité
En linguistique, quand on parle de quantité, on parle de la durée ou de la longueur d'une unité du discours. Il faut cependant distinguer la quantité des phonèmes, c'est-à-dire des sons individuels (consonnes et voyelles), et celle des syllabes, c'est-à-dire la plus petite unité ininterrompue du langage oral. L'étude de ces deux « niveaux » de quantités a son importance pour le latin.

### La quantité vocalique

#### Définitions
En latin, de fait, chaque voyelle a une longueur qui lui est propre : elle peut être brève (en latin brevis ou correpta) ou longue (en latin longa ou producta). Les diphtongues latines (æ, œ, au) ou empruntées au grec (eu, yi) comptent comme une seule voyelle longue. Dans quelques mots, la longueur d'une voyelle donnée est flottante dans la langue, c'est-à-dire parfois prononcée brève et parfois longue : on dit dans ce cas que la voyelle est commune. Il ne faut pas oublier, en effet, que l'on parle de phénomènes oraux et d'une langue qui était parlée sur une aire géographique très étendue, par des millions de locuteurs, et sur plusieurs siècles : il est donc normal qu'à un instant T, en l'occurrence à l'époque classique, il puisse exister différentes prononciations d'un mot donné. Dans les ouvrages spécialisés et les bons dictionnaires, mais rarement dans les éditions littéraires, les quantités vocaliques sont notées de la façon suivante : le micron (⏑) se place au-dessus des voyelles brèves (ă ĕ ĭ ŏ ŭ) et le macron (–) au-dessus des voyelles longues (ā ē ī ō ū) ; une superposition des deux note les voyelles communes (ā̆, ē̆, ī̆, ō̆, ū̆).

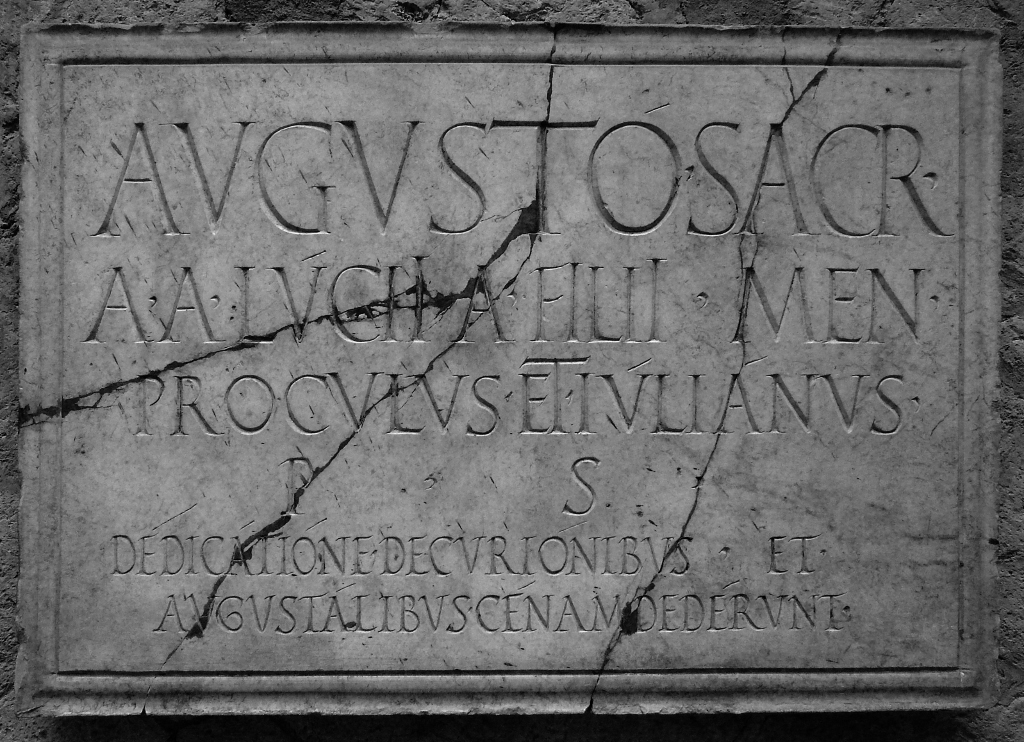
Inscription à Heculanum utilisant les apex.

C'est en effet l'un des plus graves défauts de l'alphabet latin antique de ne pas avoir prévu de moyen de distinguer les longueurs des voyelles, alors que le modèle grec distinguait au moins ē/ĕ (η/ε) et ō/ŏ (ω/ο) dans l'écriture. Les Romains ont donc utilisé diverses méthodes, mais d'un usage toujours inconstant, pour faire transparaître à l'écrit ce trait si distinctif de leur langage oral : conformément à un usage épigraphique osque, certaines inscriptions archaïques redoublent parfois les voyelles longues (LABOOREES pour labōrēs) ; les digrammes EI et OU sont parfois utilisés pour noter respectivement ī et ū, reproduisant en cela des usages hellénistiques ; un I dépassant par le haut de la ligne d'écriture (i longa) a souvent permis de noter ī, même à l'époque classique ; mais la pratique la plus connue est celle de l'apex, signe diacritique semblable à notre accent aigu, permettant d'indiquer une voyelle longue (LABÓRÉS pour labōrēs).

#### Règles générales
Toutes les voyelles latines ont donc une longueur, soit brève soit longue (soit commune). Comment la connaître ? Les manuels de prosodie latine enseignent souvent quelques règles et tendances générales, mais la réalité est qu'il faut bien souvent apprendre par cœur les quantités vocaliques, ou à défaut aller consulter un dictionnaire. La longueur d'une voyelle fait en effet partie intégrante de sa nature : de la même manière que hīc se distingue de hūc par la qualité (c'est-à-dire le timbre) de sa voyelle, hīc se distingue aussi de hĭc par la quantité de sa voyelle. Voyons tout de même quelques grandes tendances permettant de déduire la quantité d'une voyelle.

##### Règle n°1: «Vocalis ante vocalem corripitur»
« Une voyelle est brève devant une voyelle » : cela signifie que, lorsque deux voyelles se suivent immédiatement en hiatus à l'intérieur d'un mot donné, la première des deux est normalement brève. Bien sûr, cela ne concerne jamais les diphtongues, car dans ce cas, il n'y a phonétiquement parlant qu'une seule voyelle. On peut ainsi déduire les quantités d'un certain nombre de voyelles dans des mots usuels : fīlĭus, cōnsilĭa, facĭat, ĕum, inventĭō, cŏēgī (ici le o et le e ne constituent pas une diphtongue parce qu'ils appartiennent à des morphèmes différents), etc. Cette règle vaut aussi lorsqu'un h est la seule lettre séparant deux voyelles à l'intérieur d'un mot : ăhēnus. Même lorsque la première des deux voyelles était primitivement longue, elle s'est normalement abrégée en vertu de cette règle une fois qu'elle s'est retrouvée en hiatus : ainsi le verbe composé de dē + amō forme dĕamō.
Malgré tout, il faut faire état de quelques exceptions. Le génitif et le datif singuliers de la cinquième déclinaison, régulièrement -ĕī, se trouve toutefois avec le ē long lorsque le radical du nom termine par -i- : on a donc le régulier rĕī contre l'irrégulier dĭēī. On trouve encore une voyelle longue en hiatus dans les formes dépourvues de r du verbe fierī : on a donc le régulier fĭerem contre les irréguliers fīō, fīat, fīētis, etc. Dans quelques mots isolés, la voyelle en hiatus était encore en voie d'abrègement à l'époque classique, et présente donc une longueur commune : c'est le cas de Dī̆āna et des formes de génitifs pronominaux en -ī̆us (illī̆us, istī̆us, tōtī̆us, etc.) Peuvent aussi faire exception, bien sûr, des mots empruntés à d'autres langues, essentiellement le grec (āēr, Ænēās) et plus tard aussi l'hébreu (Isrāēl).

##### Règle n°2: la préservation de la quantité
De manière générale, si une voyelle a une certaine longueur dans un mot donné, elle conserve cette même longueur dans tous les composés et dérivés de ce mot. Ainsi, en connaissant la longueur du u de fŭga, on peut déduire profŭgus, fŭgiō, fŭgō, fŭgāx, fŭgitīvus, etc., à l'exception du parfait fūgī précisément parce qu'un certain nombre de parfaits se forment en allongeant la voyelle radicale (ainsi fōdī en face de fŏdiō ou sīvī en face de sĭnō, etc.). Même lorsque l'apophonie frappe un composé en altérant le timbre de la voyelle, la quantité reste inchangée : ainsi, en connaissant făciō, on connaît la longueur du i dans īnfĭciō, cōnfĭciō, perfĭciō, dēfĭciō, etc., et de même on peut déduire la longueur du u de exclūdō en sachant que le mot vient de claudō, avec une diphtongue.
Il y a toutefois quelques mots qui, quoique apparentés, sont issus de degrés différents de la racine indo-européenne, et présentent donc des quantités divergentes. La pratique les aura vite appris. Les principaux sont : vōcis et vōcālis contre vŏcāre ; dŭcis et redŭcis contre dūcere ; tĕgere et tĕgumentum contre tēgula ; sōpiō contre sŏpor ; sĕdēre contre sēdēs ; dĭcāre, dĭcāx et benedĭcus contre dīcere ; innŭba et prōnŭba contre nūbere et cōnū̆bium ; fīdus, fīdūcia, fīdere contre fĭdēs et fĭdēlis ; jūrāre et perjūrium contre dējĕrō, pejĕrō, ējĕrō (*-jŭrō) ; lūcis et lūcidus contre lŭcerna ; hŏmō contre hūmānus ; pŏpulus contre pūblicus ; mōlēs contre mŏlestus ; ācer contre ăcerbus, ăcētum et ăcēre, etc.

##### Règle n°3: l'abrègement iambique
Dans la prosodie du latin préclassique, l'abrègement iambique était un phénomène très complexe, assez étendu mais toujours facultatif. Ce qu'il en reste dans la prosodie latine classique (si toutefois il s'agit bien d'un reliquat du même phénomène, ce que certains contestent) est extrêmement limité et peut être résumé comme suit. Certains mots fréquents de deux syllabes, qui possédaient historiquement un rythme iambique (⏑ –), ont vu leur deuxième syllabe s'abréger sous l'effet de la première (on parle aussi pour cette raison de brevis brevians). Ainsi, la comparaison avec le grec ἐγώ rend à peu près certaine la quantité longue du o de ce mot aussi en latin archaïque : pourtant, le latin classique ne présente que ĕgŏ. Ce phénomène touche surtout les mots benĕ, malĕ, egŏ, cedŏ (« montre, donne »), modŏ (adverbe, d’où aussi quōmodŏ), quasĭ, nisĭ, ită, quiă. Dans d’autres mots, cet abrègement pouvait avoir lieu sans obligation, laissant donc une voyelle finale commune, comme dans mihī̆, tibī̆, sibī̆, ubī̆, ibī̆ (mais ubīque et ibīdem conservent toujours le ī long), putā̆, cavē̆, havē̆, homō̆, volō̆, sciō̆, etc.

##### Règle n°4: les voyelles finales en syllabe fermée
Toute voyelle située en syllabe finale fermée (c'est-à-dire toute voyelle située devant une consonne finale de mot) a été abrégée un peu après l'époque de Plaute, sauf lorsque la consonne finale est -s, et sauf dans les mots d'une seule syllabe. Hormis ces deux restrictions, toute voyelle située devant une consonne finale est donc brève : tamĕn, nōmĕn, condĭt, perdĕt, mātĕr, sorŏr, cōnsŭl, animăl, etc. Pour les voyelles situées devant -s final, il n'y a malheureusement pas de règle générale ; il faut apprendre les longueurs des désinences de déclinaison et de conjugaison concernées (manŭs nominatif singulier s'oppose à manūs pluriel, mīlĕs nominatif singulier s'oppose à mīlitēs pluriel, etc.) Quant aux monosyllabes longs, on peut mentionner nōn, sīc, sāl, sōl, pār (mais păris aux cas obliques), vēr, cūr, fūr et quelques autres. Certains emprunts étrangers peuvent bien sûr également faire exception à la règle (crātēr de κρᾱτήρ par exemple).
Les seules véritables exceptions à signaler concernent des mots dont la syllabe finale en latin classique n'était pas encore finale quelques décennies plus tôt : ainsi illīc, istāc, redūc, etc. présentent une voyelle longue en syllabe finale fermée devant -c, parce que ce -c résulte de l'apocope d'un ancien -ce.

#### Règles particulières

##### Les voyelles en finale absolue
Voici ce que l'on peut dire de la longueur des voyelles finales de mot (c'est-à-dire des voyelles terminales non suivies par une consonne) :
- A final est bref dans les déclinaisons (rosă, templă, nōmină) sauf à l'ablatif singulier de la première déclinaison (rosā). Il est en revanche long dans invariables et dans les conjugaisons (posteā, trīgintā, amā), sauf mots iambiques ĭtă et quĭă (cf. règle générale n°3).
- E final est généralement bref (dominĕ, labōrĕ, cubīlĕ, ūtilĕ, amārĕ, antĕ, sinĕ, -quĕ, -vĕ) sauf dans les ablatifs de la cinquième déclinaison (diē), dans les monosyllabes non-enclitiques (ē, dē, mē, tē, sē, nē), à l’impératif de la deuxième conjugaison (monē, vidē), dans les adverbes dérivés d’adjectifs de la première classe (ægrē, injūstē, certē, mais pas dans bĕnĕ, mălĕ : cf. règle générale n°3) et dans les adverbes composés de diēs (hodiē, prīdiē).
- I final est toujours long, sauf règle générale n°3 (nisĭ, quasĭ, etc.).
- Historiquement, O final était toujours long, sauf règle générale n°3 (egŏ, citŏ, modŏ). Toutefois, peu à peu à partir de Virgile (mais le phénomène est encore très rare chez lui), tous les O finaux, à l'exception des ablatifs de la deuxième déclinaison (et des adverbes formés sur eux, mais pas les gérondifs en -ndo) vont peu à peu devenir communs. Chez Sénèque, le phénomène est pleinement accompli, et l'on peut trouver quandō en face de quandŏ au libre besoin du poète[4].
- U final est toujours long.

##### Les voyelles de redoublement
Les voyelles de redoublement sont toujours brèves. Cela vaut pour le redoublement de certains parfaits (tŭtudī de tundō, dĭdicō de discō, pepigī de pangō, tĕtendī de tendō, mŏmordī de mordō, etc.), mais cela vaut aussi pour certains redoublements en -i du radical, comme bĭbō, gĭgnō, fĭber, ou sĭstō.

##### Contextes phonétiques particuliers
Il est parfois possible de déterminer la longueur d'une voyelle donnée en regardant son entourage phonétique (c'est-à-dire les consonnes qui l'environnent). Voici quelques tendances qui peuvent être esquissées :
- Un i devant un r est long (īra, mīror, glīris, vīrēs, vīrus, venīre, spīrō, līra, dēlīrō, tīrō, requīrō ; de même dans un mot grec comme pīrāta de πειρᾱτής, etc.), car un ancien ĭ bref devant r est régulièrement devenu ĕ, même lorsque ce r était issu du rhotacisme (kapĭse > kapĭre > capĕre). Un ĭ bref a toutefois pu se maintenir devant r s’il était précédé d’un v (car le v provoquait un arrondissement du ĭ qui n’était dès lors plus traité comme les autres [ĭ][5]), d’où vĭr, vĭrāgō, vĭridis, vĭrēre, ou s’il était précédé d’un h, d’où hĭrundō et hĭrūdō. Font aussi exception les emprunts pĭrus et pĭrum, ainsi que les verbes dont le préverbe dĭs- est devenu dĭr- par rhotacisme (dĭrimō < dĭs + emō), où le timbre i a été maintenu par analogie.
- Un i devant un v est long (prīvātus, clīvus, rīvus, dīvus, dīves, cīvis, dīvortium, olīva, vīvere, līvēre, oblīvīscī, cōnīvēre, vacīvus, nōminātīvus, Achīvus, audīvī, sīvī, etc.) Il est seulement bref lorsqu’il est un i de liaison entre deux morphèmes dans les composés poétiques comme vēlĭvolus, altĭvolāns, redĭvīvus, etc., et dans la déclinaison et les dérivés de nix (génitif nĭvis, verbe nĭvit, etc.)
- Une voyelle située devant un s intervocalique est normalement longue (nāsus, vīsum, concīsus, vēsānus, animōsus, rīsī, vāsis, lūsor, agāsō, sarīsa, anīsum, crīsō, accūsō, ēsuriō, sēsē, etc.) En effet, les s intervocaliques simples étaient normalement passés à r par rhotacisme : ceux qui subsistent sont donc des simplifications de ss, et cette simplification n'a eu lieu qu'après voyelle longue. Font toutefois exception, pour diverses raisons, rŏsa, căsa, mĭser, ăsinus, pŭsillus, sŭsurrus, le parfait pŏsuī et le supin pŏsitum, et leurs éventuels composés, ainsi que les verbes commencés par s et préfixés par re- (rĕsalūtō, rĕsarciō, etc.).
- Une voyelle située devant les groupes -ns, -nf, -nct et -nx est toujours longue (cōnsul, īnficiō, fūnctus, ūnxī, etc.) Le n de ces mots était en effet tombé, provoquant un allongement compensatoire de la voyelle précédente, avant d'être restauré dans la graphie à l'époque classique.
- Une voyelle située devant le suffixe verbal -scō est normalement longue (nōscō, crēscō, pāscō, nāscor, quiēscō, oblīvīscor, etc.) Ce n’est toutefois pas le cas dans une série de verbes où la voyelle n’était originellement pas en contact avec le suﬃxe : pŏscō (*pŏrc-scō), dĭscō (*dĭc-scō, d’où la brève dans dĭdĭcī), mĭsceō (*mĭc-sceō), compĕscō (*compĕrc-scō composé de părcō où la voyelle ă brève est assurée par l’apophonie au parfait pepercī).
- Une loi appelée « loi de Lachmann », du nom du philologue allemand Karl Lachmann (1793-1851) qui l’a formulée dans son commentaire sur Lucrèce[6], en se fondant sur un témoignage d'Aulu-Gelle[7], mais qui a été plusieurs fois revue depuis, veut que tout verbe de la troisième conjugaison qui, au présent, se termine par une occlusive sonore (b, d, g), ait sa voyelle radicale allongée au supin par suite de l’assourdissement de l’occlusive. Ainsi, il faut prononcer āctum (*ăg-tum), lēctum (*lĕg-tum), scrīptum (*scrīb-tum), tāctum (*tăg-tum), etc. contre căptum (de căp-ere) ou vĭctum (de vĭncere). Bien sûr, la quantité de la voyelle au supin est préservée dans tous les mots formés sur ce thème : lēctor, āctitō, scrīptiō, etc.

### La quantité syllabique

#### Définitions
Le critère structurel fondamental de la métrique latine, en réalité, n'est pas la quantité des voyelles, mais bien celle des syllabes, qui n'en dépend que partiellement. Toute syllabe comporte forcément un noyau, c'est-à-dire une voyelle, qui constitue son cœur ; elle peut en plus avoir une ou plusieurs consonnes devant ce noyau, que l'on appelle l'attaque, et une ou plusieurs consonnes derrière ce noyau, que l'on appelle la coda. Ainsi, dans le mot trānsīre, la première syllabe est <trān>, dont l'attaque est <tr>, le noyau <ā> et la coda <n>. Une syllabe dotée d'une coda est appelée syllabe fermée, et une syllabe dépourvue de coda est appelée syllabe ouverte.
La quantité d'une syllabe latine se mesure de la façon suivante. La syllabe est considérée brève (ou « légère », pour utiliser une dénomination différente des quantités vocaliques) si elle est ouverte, et que son noyau est une voyelle brève. Ainsi, le mot păter commence par la syllabe <pă> qui, puisqu'elle est ouverte et que son noyau est bref, est mesurée brève. Dans tous les autres cas, la syllabe sera considérée longue (ou « lourde »), c'est-à-dire soit si elle est ouverte, mais que son noyau est une voyelle longue (comme la première syllabe de māter), soit si elle est fermée, quelle que soit la longueur de son noyau (īnfice et indice commencent tous deux par une syllabe longue, même si la voyelle constitutive de leur noyau n'a pas la même quantité). Il faut donc bien insister sur ce point : il est parfaitement possible qu'une voyelle soit brève, mais qu'elle appartienne à une syllabe fermée et donc longue. C'est le cas de la première syllabe de sĭstō et de gĭgnō, par exemple. Pour cette raison, les Anciens distinguaient les syllabes dites « longues par nature » (celles dont le noyau est véritablement long), et celles dites « longues par position » (celles dont le noyau est en réalité bref, mais qui sont fermées).

#### Syllabation des mots
Mais pour déterminer si une syllabe est ouverte ou fermée, encore faut-il savoir où placer la frontière syllabique (<pa.ter> ou <pat.er> ?).  Les règles sont assez simples. Lorsque deux voyelles sont en hiatus, la frontière syllabique se trouve fatalement entre les deux (à moins qu'il s'agisse d'une diphtongue) : <me.us>. Lorsqu'une seule consonne sépare deux voyelles, la frontière syllabique se place devant la consonne (toujours <pa.ter>). Lorsque deux ou plusieurs consonnes séparent deux voyelles, la frontière syllabique se place devant la dernière des consonnes (<tel.lūs>, <sānc.tus>). Les consonnes x et z et la semi-consonne j comptent comme doubles : ejus est donc syllabé <ej.jus> avec une première syllabe lourde.
Il faut toutefois signaler l'exception du groupe muta cum liquida (occlusive ou f + liquide). Lorsque cette suite de consonnes se retrouve dans un mot, la frontière syllabique peut soit se placer entre les deux consonnes (pat.ris) selon la règle habituelle, soit se placer avant les deux consonnes, comme si elles n'en formaient qu'une seule (pa.tris). Dans un tel cas, donc, la syllabe qui précède ce groupe pourra librement être soit ouverte soit fermée ; et donc, si son noyau vocalique est bref, la syllabe pourra être scandée soit longue soit brève au besoin du poète. Notons que, dans la prosodie préclassique de Plaute et Térence, seule la seconde alternative est possible : le groupe muta cum liquida fait toujours « bloc » chez ces auteurs, et la syllabe qui le précède est donc toujours ouverte.
Signalons en outre que la graphie « qu » transcrit un seul phonème, la consonne labio-vélaire sourde /kw/ : la syllabation d'un mot comme equus donne donc <e.quus>, où le premier u ne compte pas comme un noyau vocalique. Quant à la graphie « gu », elle est plus trompeuse, car elle ne transcrit la consonne labio-vélaire sonore /gw/ qu'après un n, comme dans lingua syllabé <lin.gua>, où le u n'est pas un noyau vocalique ; mais dans arguō, la syllabation est bien <ar.gu.ō> sans labiovélaire. Enfin, la graphie « su » note aussi deux sons faisant corps l'un avec l'autre dans les mots suāvis, suēscō, suādet, qui sont donc tous trois bisyllabiques, et leurs composés (y compris en milieu de mot dans malesuādus : <ma.le.suā.dus>).
Enfin, il peut arriver que des phénomènes de diérèses et de synérèses viennent altérer la syllabation ordinaire des mots. Les mots cui et huic sont toujours monosyllabiques en latin classique (mais <cu.i> se trouve chez Juvénal), les mots deinde et deinceps sont ordinairement bisyllabiques. Le mot silva, normalement bisyllabique, est parfois scandé <si.lu.a> par commodité métrique, ou genua, normalement trisyllabique, quelquefois scandé <gen.va> ; de même, abiete, normalement quadrisyllabique, peut être scandé <ab.je.te> pour trouver une place dans un hexamètre.

#### Syllabation dans un énoncé (sandhi)
Nous avons traité jusqu'ici des cas de syllabation à l'intérieur d'un mot donné, mais il arrive que, dans l'enchaînement de la phrase, la syllabation des syllabes finales soit altérée. Ainsi, en français standard, si le verbe prendre donné in pausa est prononcé en une seule syllabe, il devient bisyllabique dans prendre les armes. À l’intérieur d’un même énoncé, les mots sont, selon les langues, plus ou moins liés entre eux. En latin, les mots sont assez indépendants les uns des autres, si bien que la syllabation d'un énoncé revient souvent à la somme de la syllabation des mots de cet énoncé. Prenons un vers comme :
Id metuēns veterisque memor Sāturnia bellī (Virgile, Énéide, I, 23)
Ici, la syllabation totale du vers correspond exactement à la somme des syllabations internes de chaque mot : – | ⏖ – | ⏖ – ⏑ | ⏑ – | – – ⏖ | – –. Le premier mot, id, est scandé long quoique son noyau vocalique soit bref, parce que la syllabe est fermée, et ainsi les mots se juxtaposent les uns les autres sans interférer sur la syllabation de leurs voisins. Même un énoncé comme « fornice stantem » se laisse syllaber régulièrement – ⏖ | – – (Horace, Satires, I, 2, 30), malgré les deux consonnes à l'initiale du second mot ; dans la prosodie du grec, un pareil cas aurait entraîné une « resyllabation », c'est-à-dire un découpage du type <for.ni.ces.tan.tem>, ce que les Romains ont presque toujours rechigné à imiter ; mais comme il y avait conflit entre la prosodie latine et celle du grec, alors que la métrique grecque était le grand modèle des versificateurs romains, la poésie latine s'est presque systématiquement interdit de placer un mot terminé par une voyelle brève devant un mot commençant par une double consonne.
Toutefois, la simple juxtaposition des mots dans l'énoncé est compromise lorsque l'un des mots à l'intérieur de cet énoncé commence par une voyelle (y compris h-). Dans ce cas, deux situations sont possibles, selon que le mot précédent termine par une consonne ou par une voyelle (y compris voyelle + -m, car -m final était très faiblement prononcé ou nasalisé). Si un mot terminé par une consonne rencontre un mot commencé par une voyelle (ou -h), il se produit une liaison, c'est-à-dire que la consonne finale du premier mot va être syllabée avec le mot suivant pour lui servir d'attaque ; ainsi, si le mot prīmus donné seul comporte deux syllabes lourdes (la première parce que la voyelle est longue, la seconde parce qu'elle est fermée), l'énoncé prīmus ab ōrīs verra en revanche une syllabation du type <prī.mu.sa.bō.rīs>, où la syllabe finale de prīmus s'est allégée grâce à la liaison. Si, par contre, un mot terminé par une voyelle (ou -m) rencontre un mot commencé par une voyelle (ou h-), quelle que soit la longueur des voyelles en contact, il se produit une élision, c'est-à-dire l'effacement de la première des deux voyelles ; dans un énoncé comme multum ille et terris, on trouve donc deux élisions successives, avec une syllabation <mul.til.let.ter.rīs>. Il n'existe pas de consensus pour savoir s'il restait ou non une trace, dans la prononciation, de la syllabe élidée ; mais en tout cas, pour la métrique, la syllabe élidée compte pour nulle. Tendanciellement, les poètes soignés évitent toutefois de faire se rencontrer des mots où une voyelle longue devrait s'élider sur une initiale brève ; et les poètes les plus raffinés ont de manière générale une réticence grandissante, dans l'histoire de la poésie latine, face aux élisions, qu'ils essaient le plus possible d'éviter.

#### Cas de syllabation particulière
Certains phénomènes peuvent parfois contrarier la syllabation naturelle du latin, telle que décrite ci-dessus. D'abord, en latin préclassique et encore chez certains poètes archaïsants (notamment Lucrèce, et dernier exemple chez Catulle), le -s final après voyelle brève pouvait n'être pas prononcé. On peut donc trouver un énoncé comme genus pennīs syllabé <ge.nu.pen.nīs>, où le s final du premier mot est caduc, ce qui occasionne l'ouverture de la syllabe qui le précède.

Il peut arriver que, à l'intérieur d'un vers donné, mais généralement à l'endroit de la césure métrique, et encore davantage si celle-ci correspond à une articulation syntaxique ou à une pause de sens, il y ait une rupture dans l'énonciation (« rupture de la synaphie »), ce qui empêche une liaison ou une élision d'avoir lieu. Dans un vers comme :
Omnia vincit Amor : || et nōs cēdāmus Amōrī (Virgile, Bucoliques, X, 69)
la syllabe finale de amor devrait s'ouvrir par liaison devant l'initiale vocalique de et ; mais la césure, correspondant ici à une légère pause rhétorique, permet d'empêcher la liaison et de maintenir la syllabe finale de amor fermée. De la même manière, dans un vers comme :
Posthabitā coluisse Samō ; || hīc illius arma (Virgile, Énéide, I, 16)
la césure, coïncidant avec une pause syntaxique, empêche l'élision qui devrait avoir lieu entre la voyelle finale de Samō et la voyelle initiale de hīc. Il faut toutefois noter que ces phénomènes sont rares, et que la plupart du temps, les poètes tâchent de conserver la synaphie sur l'ensemble du vers, même par-delà les articulations syntaxiques et les coupes métriques.

En outre, par affectation, les poètes latins imitent parfois artificiellement quelques particularités de la prosodie grecque. En grec, l'élision n'est pas systématique lorsque deux voyelles se rencontrent entre deux mots ; elle ne se produit même normalement pas, lorsque la première des deux voyelles est longue. Dans ce cas-là, la voyelle se maintient intacte quand elle se trouve sur le temps fort du pied, et elle s'abrège, sans s'élider, lorsqu'elle se trouve au temps faible. Ainsi s'est-on plu à écrire aussi en latin, très occasionnellement, des vers comme :
Clāmāssent ut lītus « Hylā, Hylă ! » omne sonāret (Virgile, Bucoliques, VI, 44)
où l'on trouve deux hiatus successifs sans élision : le premier Hylā voit son ā rester long en hiatus sur temps fort, et le second Hylă connaît un abrègement de sa voyelle, car elle est sur temps faible. On peut appeler ce phénomène le hiatus grec. Il ne faut pas confondre ce type de hiatus avec un autre type, bien latin, mais appartenant plutôt à la métrique préclassique ou à un niveau de langue « vulgaire », qui consiste à abréger un monosyllabe long terminé par une voyelle (mē, quī, etc.) lorsqu'il se trouve devant un mot commencé par une voyelle brève. On trouve des restes de ce hiatus prosodique encore à l'époque classique, dans des tournures comme Sī mĕ ămās, mais le phénomène est surtout attesté chez Plaute et Térence.
Une autre imitation très occasionnelle de la prosodie grecque concerne une extension du groupe muta cum liquida aux séquences occlusives + nasales, mais uniquement dans des mots empruntés au grec. Tout comme κύκνος pouvait être divisé indifféremment <κύκ.νος> ou <κύ.κνος>, les Romains se sont permis de syllaber cygnus indifféremment <cyg.nus> ou <cy.gnus>.
Enfin, la prosodie préclassique de Plaute et Térence connaissait un « abrègement d'enclise », c'est-à-dire un abrègement facultatif de la syllabe (qu'elle soit longue par nature ou par position) située devant un enclitique comme quis ou quidem. Les seuls vestiges de ce phénomène en latin classique sont les formes sĭquidem et quandŏquidem.

### La scansion

#### Définitions
La métrique latine est une métrique quantitative, c'est-à-dire fondée sur une certaine alternance de syllabes longues et de syllabes brèves. La scansion est l'exercice par lequel les syllabes constitutives d'un énoncé sont mesurées pour en tirer un schéma rythmique, traduisant la succession effective des longues et des brèves. Dans un énoncé banal de la vie quotidienne, les mots latins s'enchaînaient en présentant une succession de syllabes brèves et longues tout à fait aléatoires, sans même, probablement, que les locuteurs y fassent attention. Tout l'art de la métrique consiste à mettre de l'ordre dans ce chaos quantitatif naturel, pour que les syllabes de l'énoncé fassent ressortir un rythme donné, répétitif et prévisible. La poésie latine est totalement métrique, la prose, chez les bons auteurs, l'est partiellement, parce que ceux-ci soignent les rythmes prosodiques de leurs clausules, c'est-à-dire de leurs fins de phrases.
Nous n'allons pas examiner ici les différents mètres de la poésie latine ; cela ne ressortit plus du domaine de la prosodie, mais de la métrique. En revanche, nous pouvons rapidement examiner les différents pieds fondamentaux qu'identifiait l'oreille latine.

#### Les pieds fondamentaux
Tout mot de plus d'une syllabe présente un rythme propre, selon la quantité des syllabes qui s'y succèdent. Les principales séquences rythmiques ainsi naturellement formées par les mots de la langue ont reçu, dès l'Antiquité, des noms savants. En métrique, ces séquences sont appelées des pieds.
Les pieds de deux syllabes sont :
- Le pyrrhique (⏖) : bĕnĕ
- L'iambe (⏑ –) : bŏnōs
- Le trochée (– ⏑) : condĕ
- Le spondée (– –) : turbās

Les pieds de trois syllabes sont :
- Le tribraque (⏑⏑⏑) : făcĕrĕ
- Le dactyle (– ⏖) : condĕrĕ
- L'amphibraque (⏑ – ⏑) : rĕdīrĕ
- L'anapeste (⏖ –) : rĕdĕunt
- Le bacchée (⏑ – –) : rĕdīrent
- Le crétique (– ⏑ –) : condĕrent
- L'antibacchée (– – ⏑) : farcīrĕ
- Le molosse (– – –) : farcīrent

Les pieds de quatre syllabes sont :
- Le procéleusmatique (⏑⏑⏑⏑) : făcĭlĭă
- Le dispondée (– – – –) : dēscendērunt
- Le diïambe (⏑ – ⏑ –) : sĕvērĭtās
- Le ditrochée (– ⏑ – ⏑) : impĕrārĕ
- Le choriambe (– ⏖ –) : cælicolīs
- L'ionique majeur (– – ⏖) : mendācĭă
- L'ionique mineur (⏖ – –) : vĕnĕrārī
- L'antispaste (⏑ – – ⏑) : trŭcīdārĕ
- Le péon premier (– ⏑⏑⏑) : diffĭcĭlĕ
- Le péon deuxième (⏑ – ⏖) : rĕcondĕrĕ
- Le péon troisième (⏖ – ⏑) : ĭnĭmīcă
- Le péon quatrième (⏑⏑⏑ –) : făcĭlĭum
- L'épitrite premier (⏑ – – –) : rĕposcentēs
- L'épitrite deuxième (– ⏑ – –) : condĭdērunt
- L'épitrite troisième (– – ⏑ –) : condūxĕrant
- L'épitrite quatrième (– – – ⏑) : cōnflūxērĕ

À partir de cinq syllabes, les combinaisons deviennent très nombreuses, et quoique certains noms de pieds aient été inventés dès l'Antiquité, il est bien plus aisé de décrire le rythme comme la somme de deux autres pieds : par exemple sollicitūdinibus peut être décrit comme choriambe + anapeste, ou comme dactyle + choriambe.

#### L'équation fondamentale
L'équation fondamentale de la métrique latine est l'égalité ⏖ = –. Cette égalité, soit que les Latins l'aient sentie d'eux-mêmes, soit qu'ils l'aient apprise des Grecs, était en tout cas inconnue de la métrique sanskrite, et ne peut donc pas remonter à une origine indo-européenne. Ce qui est clair, en tout cas, c'est que l'oreille latine a eu tendance à regrouper les brèves par paires à partir du début du mot. 
On a par exemple constaté que les verbes de la quatrième conjugaison (-īre) pouvaient presque toujours s'opposer à ceux de la cinquième (-ĕre < *-ĭre) par les quantités de leur radical : le radical des verbes de la quatrième se termine soit par une longue isolée (audīre, farcīre, mentīrī, haurīre, sæpīre, pūnīre, ferōcīre) soit par deux brèves fonctionnant comme une paire (ăpĕrīre, sĕpĕlīre, ămĭcīre), alors que celui des verbes de la cinquième se compose toujours, du moins hors des composés, d'une seule brève (făcĕre, răpĕre, fŭgĕre, părĕre, cŭpĕre, spĕcĕre, lăcĕre, jăcĕre, fŏdĕre, quătĕre, săpĕre, et, avec la désinence passive archaïque, grădĭer, mŏrĭer, pătĭer), comme si la brève isolée à l'initiale avait entraîné dans son sillage une prononciation brève de la voyelle thématique i (cf. toutefois vĕnīre et sălīre). Tout procède ici comme si les Romains avaient voulu, autant que possible, liquider de leur langue les syllabes brèves isolées, pour n'avoir que des séquences isochrones, soit [–], soit [⏖]. Ce phénomène est peut-être à mettre en lien avec l'abrègement iambique préclassique.

## L'accent
L'accent est l'autre grand trait de la prosodie latine, mais il doit sans doute être regardé comme un trait prosodique secondaire, pour deux raisons. D'une part, sa position ne dépend que de la quantité des syllabes du mot qu'il frappe (et lorsque ces quantités sont altérées en poésie, par exemple par le groupe muta cum liquida, l'accent se déplace pour obéir au changement quantitatif), ce qui subordonne de facto l'accent à la quantité. D'autre part, comme corollaire, l'accent du latin n'est pas phonémique, c'est-à-dire qu'il ne permet pas de distinguer à lui seul deux mots qui, autrement, seraient identiques : en italien, par exemple, súbito « tout de suite » et subíto « subi » constituent une paire minimale que seul l'accent permet de distinguer, mais en latin, s'il peut bien y avoir, et même souvent, des paires minimales fondées sur la quantité (vēnit « il vint » contre vĕnit « il vient »), on n'en trouve guère qui soit fondée seulement sur l'accent, si ce n'est un cas controversé comme ítaque « c'est pourquoi » contre le possible itáque « et ainsi » avec accent d'enclise.

### La place de l'accent
Tout mot latin, sauf les clitiques, est frappé par un accent. La syllabe accentuée est prédictible, selon une règle simple. Dans les monosyllabes, bien sûr, l'accent frappe l'unique syllabe du mot, quelle que soit sa longueur (réx, dát). Dans les bisyllabes, l'accent frappe la première syllabe du mot, quelle que soit sa longueur (páter, cóndit). Dans les mots de plus de deux syllabes, l'accent frappe l'avant-dernière syllabe si celle-ci est longue, et l'antépénultième dans le cas contraire (amántem, imperátor mais cóndĭdi, fácĭlis). On peut le dire en une phrase, en disant que l'accent latin remonte, si possible, jusqu'au troisième temps en partant de la fin du mot, en considérant toujours la syllabe finale comme d'un seul temps. Toutefois, quelques mots sont accentués sur leur syllabe finale, lorsque celle-ci est devenue finale par apocope (illíc de illīce, redúc de redūce, etc.)
La syllabe accentuée elle-même peut donc être longue ou brève. Elle est brève, toutes les fois qu'un mot d'une ou deux syllabes commence par une brève, et toutes les fois qu'un mot plurisyllabique a sa pénultième et son antépénultième brèves toutes les deux. Il ne faut donc pas confondre accent et quantité : la place de l'accent est soumise au profil quantitatif du mot, mais la syllabe accentuée elle-même peut avoir autant la quantité longue que brève.
Il existe toutefois un certain nombre de discussions, pour savoir s'il a pu exister des accents de groupe, et pour savoir jusqu'à quel point peut s'étendre l'hypothèse d'un accent d'enclise. Des témoignages tardo-antiques affirment que l'accent frappe toujours la syllabe précédant une particule enclitique (on aurait donc armáque, même si le a tonique est une pénultième brève). Des constats liés à l'abrègement iambique chez Plaute ont fait supposer qu'il pouvait en être de même avec les possessifs (voluptás-mea au lieu de volúptas méa). Il existe aussi un débat quant à l'accentuation des mots empruntés : préservaient-ils leur accentuation d'origine, ou recevaient-ils une accentuation « latine » ?
Une théorie qui a eu un grand succès au début du 20e siècle veut que le latin archaïque ait connu un système d'accentuation différent, où un très puissant accent d'intensité frappait systématiquement la première syllabe du mot. Cette théorie entendant donner une explication, principalement, au phénomène de l'apophonie, en montrant que fácio avait pu devenir en composition le mot classique infício, où le timbre de la voyelle tonique a été altéré (alors que les voyelles toniques sont généralement celles qui résistent le mieux aux altérations phonétiques), parce que le mot viendrait d'un plus ancien ínficio, où l'élan de l'accentuation initiale aurait, pour ainsi dire, mangé la syllabe suivante. Cette théorie est toutefois largement contestée depuis la seconde moitié du 20e siècle. 

### La nature de l'accent
La plus grande controverse liée à l'accent latin concerne sa nature, c'est-à-dire la forme concrète qu'il prenait dans la prononciation des mots.
La première hypothèse est celle d'un accent d'intensité, c'est-à-dire un type d'accent par lequel la syllabe tonique se distingue des autres en étant prononcée avec plus de puissance vocale. Cette hypothèse est surtout corroborée par les langues romanes, descendantes du latin, qui possèdent toutes un accent d'intensité. Toutefois, si une telle hypothèse est vraie pour le latin, alors il ne peut en tout cas pas s'agir d'un accent qui, comme celui de l'italien, a pour effet, dans certains contextes, d'allonger la voyelle tonique (un Italien prononce le mot bene comme ['bε:ne], mais un Latin, tout en accentuant béne, doit préserver la brève phonémique de bĕnĕ) ; il doit alors plutôt s'agir d'un accent d'intensité comparable à celui de l'espagnol standard, dans lequel la durée n'intervient pas sur la tonicité des syllabes. En latin, la durée des syllabes est entièrement régie par les quantités, lesquelles sont, comme on l'a dit, seulement lâchement liées à la syllabe tonique.
La seconde hypothèse est celle d'un accent de hauteur, c'est-à-dire un type d'accent par lequel la syllabe tonique se distingue des autres en étant prononcée sur un ton plus aigu. Cette hypothèse est celle qui prévaut pour l'accentuation du grec ancien, et elle est corroborée en latin par la terminologie employée par les grammairiens (accentus acutus, gravis) ; mais les détracteurs de cette hypothèse considèrent que ces termes sont simplement des calques des équivalents grecs (ὀξύτονος, βαρύτονος), et qu'ils ne révèlent rien des réalités prosodiques latines.
Ces querelles autour de la nature de l'accent ont longtemps été mêlées aux querelles sur le rôle et la nature de l'ictus métrique (le battement indiquant le temps fort du pied), car certains théoriciens voulaient voir une corrélation entre accent et ictus, ce qui se comprenait surtout dans le cadre d'un accent d'intensité et d'un ictus vocal. Aujourd'hui, cet argument ne peut plus être retenu, car les métriciens sont d'accord pour rejeter toute réalité phonétique à l'ictus, et pour le considérer seulement comme un procédé scolaire visant à ancrer le rythme du vers, par des battements du pied.

### L'accent et la métrique
Quoique la métrique latine, empruntée à la métrique grecque, soit entièrement une métrique quantitative (avec toutefois un doute quant au vers saturnien), certains métriciens ont voulu prêter à l'accent un rôle métrique plus ou moins secondaire. 
On soutient parfois, par exemple, que, si les deux derniers pieds des hexamètres classiques ne sont réalisés presque que par des mots de deux syllabes + trois syllabes (conde sepulcro) ou de trois syllabes + deux syllabes (condere gentem), c'est parce que les Romains ont voulu qu'il y ait coïncidence entre l'accent tonique et le temps fort des pieds. Toutefois, d'autres mètres ont aussi vu leur fin de vers être réglée par des arrangements verbaux limités, sans qu'une telle coïncidence ne s'y puisse établir.
On a aussi pensé que l'accent latin expliquait pourquoi les Romains avaient abandonné la césure trochaïque de l'hexamètre au seul profit de la penthémimère : ils auraient voulu éviter qu'un accent tombât au cinquième demi-pied. L'hypothèse est difficilement démontrable, et ne permet pas d'expliquer pourquoi les Romains ont restructuré l'hexamètre en accordant aussi aux césures trihémimère et hephthémimère une place qu'elles n'avaient pas en grec.
En outre, la loi de Meyer est une loi métrique valant dans les vers iambo-trochaïques, qui veut que, dans les pieds pairs des vers iambiques, et dans les pieds impairs des vers trochaïques, si une fin de mot polysyllabique coïncide avec la fin du pied, ce pied doit nécessairement être pur. Or, dans les modèles grecs de ces vers, les pieds concernés par cette règle devaient dans tous les cas être purs. Il est donc possible que les Latins se soient permis de réaliser ces pieds avec des rythmes condensés, mais qu'ils se soient interdits de souligner cette infraction à la norme grecque en employant en plus une syllabe longue tonique à l'endroit où les Grecs attendaient une brève. Bien qu'intéressante, cette théorie ne permet pas d'expliquer pourquoi l'interdit ne touche pas aussi les mots monosyllabiques dans le même contexte.
Enfin, il est généralement admis que l'accent tonique joue un rôle, en latin préclassique, dans l'abrègement iambique, mais il n'est pas clair si ce phénomène transpose une réalité prosodique et phonétique, ou constitue seulement une licence métrique.